# Carsten Hemmingsen
Carsten Hemmingsen (Korsløkke, 18 dicembre 1970) è un ex calciatore danese, di ruolo difensore o centrocampista.

## Biografia
Nasce a Korsløkke, vicino alla città di Odense.

## Palmarès

### Club

#### Competizioni nazionali
- Landspokalturneringen: 2

Copenaghen: 1996-1997
Odense: 2001-2002

### Nazionale
- Confederations Cup: 1

Danimarca: 1995